# The Road to Hell: Part 2
The Road to Hell: Part 2 è il quindicesimo album in studio del musicista britannico Chris Rea, pubblicato nel 1999.

## Tracce
1. Can't Get Through – 8:17
2. Good Morning – 5:23
3. E – 6:06
4. Last Open Road – 3:46
5. Coming off the Ropes – 5:44
6. Evil No. 2 – 5:34
7. Keep on Dancing – 4:23
8. Marvin – 5:04
9. Firefly – 4:42
10. I'm in My Car – 4:39
11. New Times Square – 4:46
12. The Way You Look Tonight – 5:12 (non presente nell'edizione britannica)